# Peter Mulligan
Peter Mulligan (* 24. září 1982) je americký basketbalista hrající českou Národní basketbalovou ligu za tým BK Děčín. Hraje na pozici křídla. Je vysoký 197 cm, váží 96 kg.

## Kariéra
- 2006–2007 : BK Děčín

## Statistiky
| Sezóna   | Soutěž      | Odehrané minuty | Průměr na zápas | Body | Průměr na zápas |
| -------- | ----------- | --------------- | --------------- | ---- | --------------- |
| 2006/07* | Mattoni NBL | 263.6           | 24.0            | 157  | 14.3            |

 *Rozehraná sezóna - údaje k 20.1.2007 